# جاك كلارك (لاعب كرة قدم)
جاك كلارك (بالإنجليزية: Jack Clarke)‏ هو لاعب كرة قدم بريطاني، ولد في 23 نوفمبر 2000 في يورك في المملكة المتحدة. لعب مع ليدز يونايتد.

## وصلات خارجية
- جاك كلارك على موقع قاعدة بيانات كرة القدم.إي يو (الإنجليزية)
- جاك كلارك على موقع Soccerbase.com (لاعب) (الإنجليزية)
- جاك كلارك على موقع Soccerway.com (الإنجليزية)
- جاك كلارك على موقع عالم كرة القدم.نت (الإنجليزية)